# Cláudia Swan
Cláudia Swan de Freitas (Niterói, 3 de outubro de 1974) é uma velejadora brasileira.

## Biografia

### Primeiros anos
Nascida em Niterói, começou a frequentar o Rio Yacht Club, tradicional clube náutico da cidade, localizado no bairro de São Francisco.

### Carreira
Swan foi medalha de prata na classe 470, ao lado de Monica Scheel, nos Jogos Pan-Americanos de 1991, realizados em Havana, em Cuba.
Nos Jogos Olímpicos de Verão de 1992, realizados em Barcelona, na Espanha, integrou a delegação brasileira nos jogos, onde novamente disputou com Monica, a classe 470. Na competição, a dupla terminou em décimo quinto lugar.
Swan é casada com o velejador Clinio de Freitas e tia de Isabel Swan, ambos medalhistas olímpicas na vela.
No ano de 2015, foi uma das organizadoras do livro, 100 anos do Rio Yacht Club, publicação que celebrou o centenário do clube.

## Principais conquistas
Jogos Pan-Americanos
- Prata – Classe 470 (Havana 1991)[5]